# Stenotarsus lateniger
Stenotarsus lateniger is een keversoort uit de familie zwamkevers (Endomychidae). De wetenschappelijke naam van de soort werd in 1924 gepubliceerd door Maurice Pic.